# Jaboi
Jaboi is een bestuurslaag in het regentschap Sabang van de provincie Atjeh, Indonesië. Jaboi telt 563 inwoners (volkstelling 2010).